# Agaleptus drumonti
Agaleptus drumonti é uma espécie de coleóptero da tribo Callichromatini (cerambycinae), com distribuição apenas na Tanzânia.